# Rūta Jokubonienė
Rūta Birutė Jokubonienė (14 de enero de 1930 – 14 de mayo de 2010) fue una artista textil lituana.

## Biografía
En 1954, Rūta Birutė Jokubonienė se graduó en la Academia de Bellas Artes de Vilna donde estudió con Balčikonis J. Sofia Veiverytė.
De 1954 a 1962, trabajó en una fábrica en Kaunas. De 1962 a 1985, trabajó en la fábrica de seda de P. Ziberto en Kaunas y de 1985 a 1990, en el Instituto de Restauración para la Cultura de Vilna. De 1972 a 1978, dio clases en el Instituto de Arte de Kaunas.
Rūta Jokubonienė creó más de 250 tejidos multiusos. Los primeros en Lituania en crear una nueva composición de telas de seda, se caracterizan por la armonía rítmica de colores sutiles. Sus trabajo se pueden ver en museos de Vilnius y Kaunas, así como también en la Galería P.M. Tretjakovo de Moscú.

## Obras destacadas
- Papel pintado de jacquard de seda para el Museo Estatal A. Pushkin, Vilna, 1986
- Papel pintado de jacquard de seda para el Museo T. Shevchenko, Kiev, 1987
- Tejidos de seda para los tapices del Salón de las Damas de Verkiai 1987
- Tapices de tela sedosa para la Unión de Escritores, 1988
- Tejidos Portier jacquard para el Salón del Palacio Trakai Vokes, 1987